# フォッケウルフ A.16

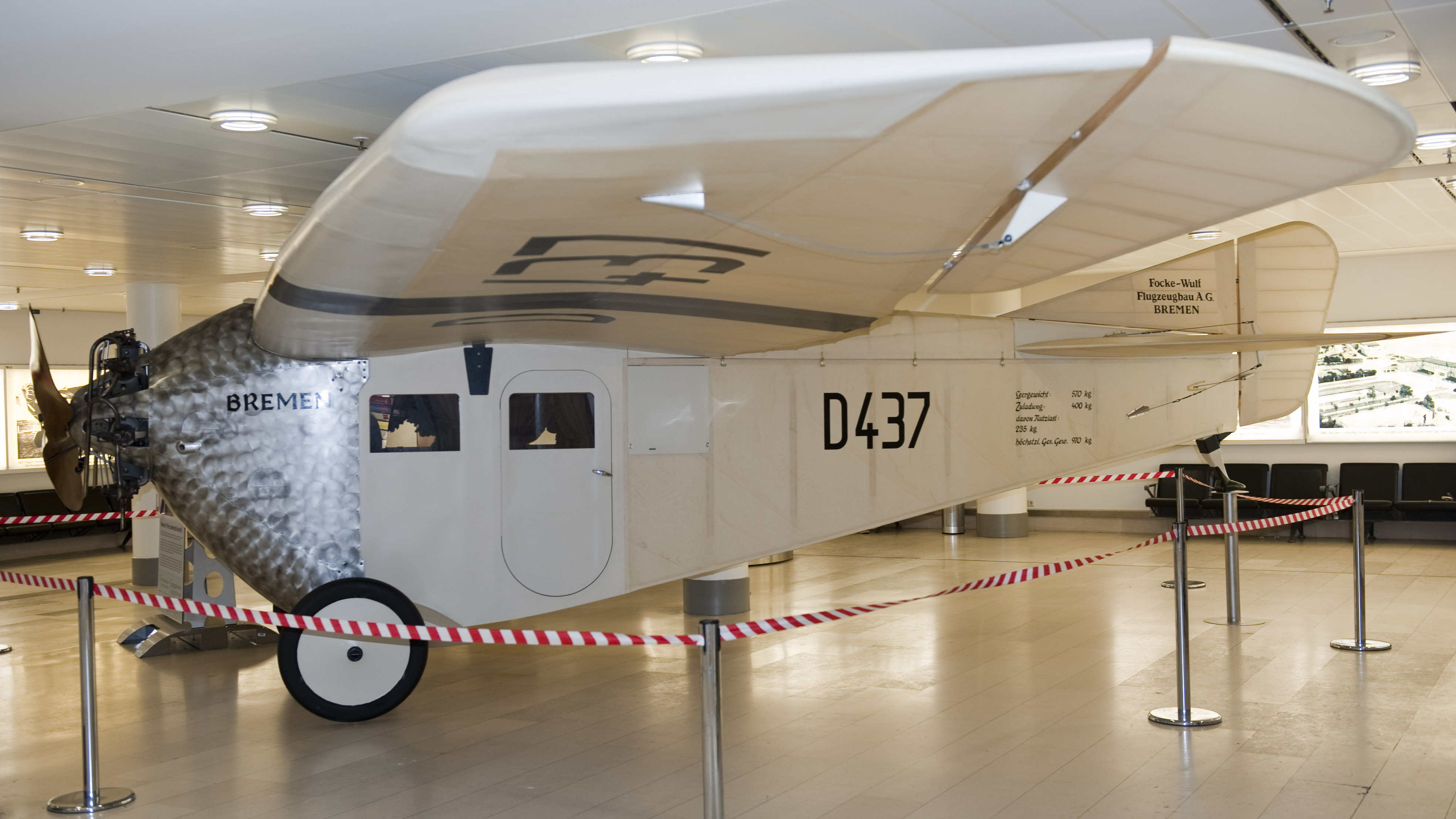
フォッケウルフ A.16

フォッケウルフ A.16（ Focke-Wulf A.16）は1929年代のドイツの乗客3人または4人の民間用軽輸送機である。フォッケウルフの最初の量産機である。
ハインリヒ・フォッケとゲオルグ・ウルフは1919年から小型の商用機として高翼機を計画し、1921年11月に初飛行した、A.7がA.16の原型機である。1924年1月1日、フォッケウルフ（Focke-Wulf Flugzeugbau AG）が設立された後、A.16の開発が始められ、最初の3機の製造が開始され、最初の1機は6月21日に完成し、23日に初飛行し、7月7日にはドイツの航空界のリーダーたちの前でデモ飛行した。ブレーメン航空（Bremer Luftverkehr GmbH）が設立され、ブレーメンとワンガーオーゲ島の間を結ぶ定期航空便で使用された。
木製の機体で、操縦士は高翼の前部の開放式のコクピットに搭乗し、厚翼で片持ちの高翼の下に藤製の座席を備える通常は3人乗りの客室が作られた。エンジントルクの対策のために燃料タンクは右側の翼に燃料タンクが設けられた。20機ほどが製造された。

## 派生型
A.16a
100 hp (75 kW) メルセデス D.Iエンジン装着して開発されたが、後に信頼性の高いジーメンスハルスケ　Sh 11エンジンに換装された。ルフトハンザ航空でも使用され、1933年にルフトハンザの1機が墜落した。
A.16b
85 hp (63 kW) ユンカースL.1aエンジン装着
A.16c
100 hp (75 kW) ジーメンス・ハルスケSh 11エンジン装着
A.16d
120 hp (89 kW) メルセデス D.IIエンジン装着

## 要目
| 項目      | Focke-Wulf A 16のデータ             |
| --------- | ----------------------------------- |
| 全長:     | 8.50 m                              |
| 全幅:     | 13.9 m                              |
| 翼面積:   |                                     |
| 全高:     | 2.3 m                               |
| エンジン: | Siemens & Halske Sh-7 75 PS (56 kW) |
| 最大速度: | 135 km/h                            |
| 航続距離: | ～550 km                            |
| 巡航高度: | 2,500 m                             |
| 空虚重量: | 570 kg                              |
| 全備重量: | 970 kg                              |